# ماریا ایبراگیموا
ماریا ایبراگیموا (انگلیسی: Marija Ibragimova؛ زادهٔ ۱۷ سپتامبر ۱۹۹۶) بازیکن فوتبال اهل لتونی است.
وی همچنین در تیم ملی فوتبال Latvia بازی کرده‌است.